# Всеобщие выборы в Мозамбике (2004)
Всеобщие выборы в Мозамбике прошли 1—2 декабря 2004 года. По их итогам были избраны президент Мозамбика и Собрание республики Мозамбик.
Действующий президент Чиссано, Жоаким, руководивший страной с 1986 года, не имел возможности баллотироваться на третий срок. ФРЕЛИМО выдвинула ему на смену видного партийного лидера и успешного бизнесмена Арманду Гебузу. От РЕНАМО, как и прежде, выставлен многолетний лидер Афонсу Длакама.
Гебуза одержал решительную победу, набрав голосов более чем вдвое больше, чем конкурент.
На парламентских выборах ФРЕЛИМО получила 160 мандатов, РЕНАМО 90. Явка составила 36 %.